# Saint-Gabriel-de-Rimouski
Saint-Gabriel-de-Rimouski es un municipio canadiense situado en la provincia de Quebec.

## Superficie
Saint-Gabriel-de-Rimouski tiene una superficie de 126,98 km².

## Demografía
En 2021, tenía 1177 habitantes, una densidad poblacional de 9,3 hab./km², y 581 viviendas.